# Archipiélago Los Monjes
El archipiélago Los Monjes es un archipiélago caribeño  de veinticuatro hectáreas (0,24 km²), que hace parte de las dependencias federales de Venezuela, el cual está ubicado a 34,8 km al este de la costa de la península de la Guajira y a 78 km al noreste del estado Zulia. Se ubica al norte del Golfo de Venezuela.

## Historia
Se cree que fueron descubiertos por el explorador español Alonso de Ojeda en el año 1499, quien bautizó las islas así por el parecido de las formaciones rocosas con las capuchas que utilizan los monjes. Este archipiélago y la falta de disposición de los gobiernos de Colombia y Venezuela por definir sus límites marítimos, ha generado roces diplomáticos entre ambas naciones. 
La primera aparición de las islas en un mapa es la del Duque de Weimar en una documento que aparece en Sevilla, España en 1527. El cronista Juan López de Velasco en una publicación de 1574 los describe como parte de la Gobernación o Provincia de Venezuela.
Con el tratado Michelena-Pombo de 1833 la península de la Guajira quedaba repartida de forma longitudinal entre Venezuela y Colombia, sin embargo el congreso venezolano se negó a ratificar dicho documento por considerarlo desfavorable a la nación en varias de sus partes. En 1856 Venezuela protestó el intento de Colombia de otorgar una concesión de guano, que finalmente no se terminó de concretar.

### Territorio Colón
El 22 de agosto de 1871, el gobierno de Venezuela incluye  a las islas como parte de "Territorio Colón" (junto con otros archipiélagos como Los Roques, o islas como La Tortuga) entidad que organizaba a las islas no incorporadas a los estados de Venezuela pero pertenecientes a su territorio.

TITULO V Del Territorio Colón
Ley 1a
Componentes del territorio
(...)
15. el Grupo de los Monjes
Casa Editorial de la Opinión Nacional 1891

En 1891, se produce el fallo arbitral de la reina María Cristina de España en el que se le reconoce a Colombia la propiedad de casi toda la península de la Guajira con base en las cédulas de 1777 y 1790 sobre la segregación de Maracaibo y Sinamaica, manifestando que todas las diferencias sobre límites territoriales quedaban terminadas. En 1922 el fallo arbitral suizo reitera los términos anteriores. El reconocimiento de la Guajira y su anexidad de Los Monjes a favor de Colombia era absoluto. 
En 1934 Alfonso López Pumarejo basado en lo anterior publicó un libro intitulado Límites de Colombia, en el cual dice que "pertenecen también a Colombia las islas y cayos llamados los Monjes y todas las demás islas, islotes, cayos, morros y bancos que se hallan próximos a las costas". El libro es reeditado en 1944 con el mismo título y el mismo texto trascrito, incluyendo a Los Monjes como parte del territorio colombiano, Sin embargo, desde el punto de vista venezolano se trató de publicaciones privadas sin valor legal.

### Dependencias Federales
En julio de 1938 se aprueba la Ley orgánica mediante la cual Venezuela incluye el territorio como parte de las Dependencias Federales. El 29 de junio de 1951 adicionalmente mediante el decreto 214 (donde se determinaban las jurisdicciones de las Capitanías de Puerto de Venezuela) el gobierno Venezolano incluye el Archipiélago de Los Monjes en la Capitanía de Puerto de las Piedras en Paraguaná.

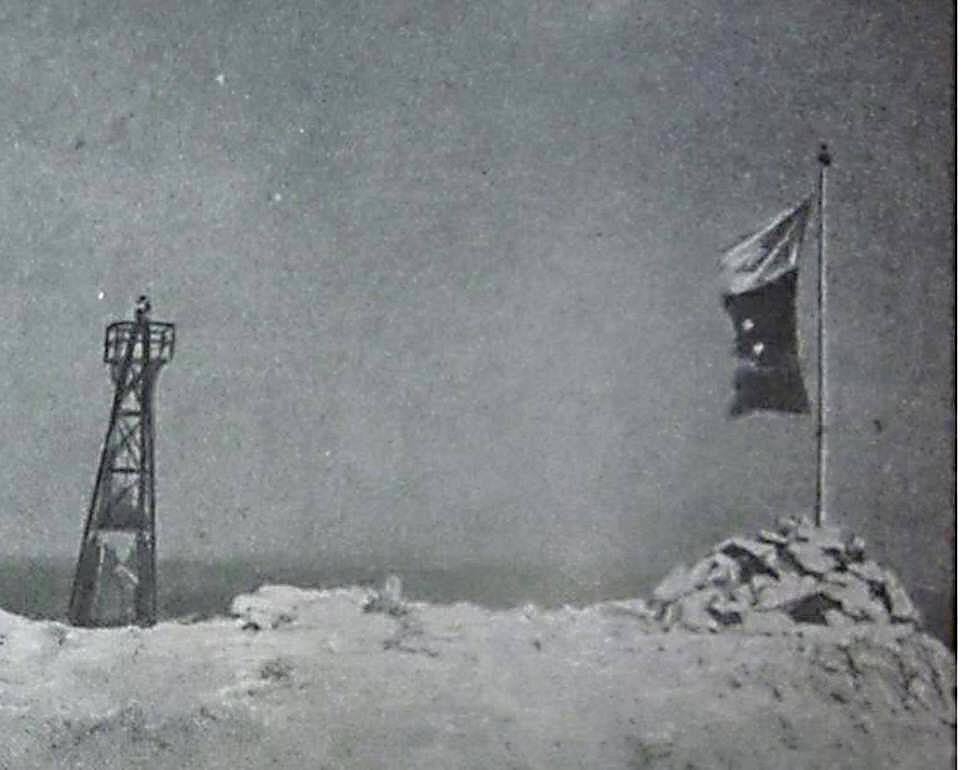
Bandera de Venezuela izada en el Archipiélago Los Monjes después de la Crisis del Archipiélago Los Monjes de 1952.

En 1952 el presidente colombiano encargado, Roberto Urdaneta Arbeláez a través de su canciller Juan Uribe Holguín, ante un reclamo de Venezuela,  reconoció la soberanía venezolana sobre Los Monjes mediante la nota diplomática (GM-542):

El gobierno de Colombia declara que no objeta la soberanía de los Estados Unidos de Venezuela sobre el archipiélago de Los Monjes y que en consecuencia no se opone ni tiene objeción respecto al ejercicio de la misma, o cualquier acto de reclamación alguna que formular respecto al ejercicio de la misma, o a cualquier acto de dominio de este país sobre el archipiélago en referencia.

El gobierno venezolano, a través de su embajador Luis Gerónimo Pietri, agradeció el reconocimiento y el 29 de noviembre de 1952 es izada la Bandera de Venezuela en los islotes, con lo cual el gobierno del general venezolano Marcos Pérez Jiménez da por terminado el asunto y comienza la ocupación efectiva del grupo de islas por parte de Venezuela, instalando un observatorio científico-militar.
El 31 de marzo de 1978 se firma el Tratado de Límites Marítimos entre los Países Bajos y Venezuela que fijaba la frontera marítima entre Venezuela y la isla de Aruba, para entonces perteneciente a las Antillas Neerlandesas, usándose como base de referencia el archipiélago de Los Monjes. En abundante cartografía a nivel mundial se registra la soberanía venezolana del archipiélago como por ejemplo los mapas elaborados por  la "National Geographic Society".
El 9 de agosto de 1987 la fragata ARC Caldas de la Armada Colombiana navegó en aguas no delimitadas del Golfo que Venezuela muy cerca del archipiélago, lo que provocó una fuerte tensión entre ambos países y movilización militar por parte de ambos Gobiernos que incluía en el caso venezolano los cazas F-16. Posteriormente la fragata colombiana se retiró del área sin que se produjeran combates.
El 22 de octubre de 1992 el Consejo de Estado de Colombia dictó sentencia rechazando las excepciones de falta de competencia y cosa juzgada y declarando la nulidad de la Nota Diplomática GM-542 del 22 de noviembre de 1952 sobre el reconocimiento de Los Monjes como parte de Venezuela, pero aclarando que esta resolución tenía solo alcances internos y no tenía ningún efecto internacional. En esa misma ocasión, el Gobierno Gaviria aclaró que Colombia no reclamaría las islas.

COLOMBIA NO RECLAMARÁ LOS MONJES

Colombia no objetará la soberanía venezolana sobre el archipiélago de Los Monjes, cedidos hace 40 años por el entonces Canciller Juan Uribe Holguín. Es más, el gobierno del presidente Gaviria sigue dispuesto a reconocer formalmente, mediante un tratado público, la soberanía del vecino país sobre esos islotes.

La Comisión Asesora dejó en claro que la providencia tampoco tiene capacidad para variar los efectos jurídicos internacionales generados por la nota diplomática de 1952 sobre el status territorial de los Monjes

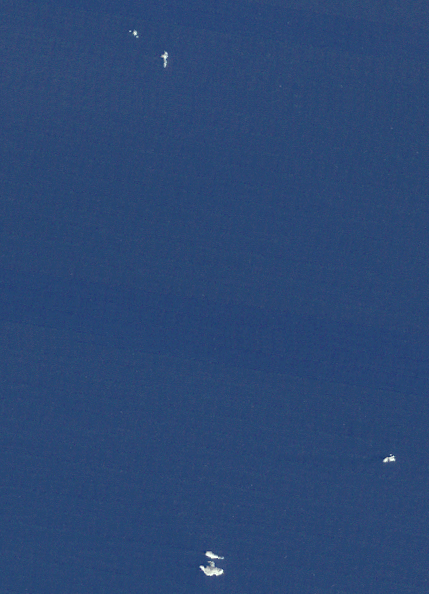
Los Monjes. Imagen satelital de la NASA.

En 1998 se produjo el primer nacimiento de un Venezolano registrado en las Islas, ciudadano que fue apadrinado por el entonces presidente de la República.
En diciembre de 1997 el entonces Presidente de Venezuela, doctor Rafael Caldera realiza un visita de inspección a las islas. El 22 de enero de 1999 el mismo Caldera casi al finalizar su segundo mandato de Gobierno (1994-1999), inauguró las obras que permitieron la unión de las dos islas principales localizadas al sur del archipiélago de los Monjes, al crearse un puente artificial de roca con tierras ganadas al mar, utilizando como material lo obtenido de voladuras en las propias islas, además de inaugurar un puerto de seguridad. El entonces canciller de Venezuela Miguel Ángel Burelli reafirmo la soberanía de Venezuela sobre el territorio.
El 8 de noviembre de 2015 el gobierno venezolano denunció la violación del espacio aéreo venezolano por parte de una aeronave de inteligencia de la Guardia Costera de Estados Unidos a 4 millas náuticas al este de Los Monjes, que habría partido de la Base Aérea de Hato en la vecina Curazao. El 18 de noviembre del mismo año el Jefe del Comando Sur general John Kelly admitió que se sobrevoló espacio aéreo de Venezuela y pidió disculpas por el hecho.
En junio de 2019 la Armada de Venezuela junto con el lnameh (Instituto Nacional de Meteorología e Hidrología de Venezuela) instalaron una estación automática meteorológica en el Faro que está ubicado en los Monjes del Sur en el Archipiélago de Los Monjes.
En febrero de 2024 Fundación Venezolana de Investigaciones Sismológicas (por sus siglas Funvisis) informo que se había registrado un sismo cuyo epicentro estaba a solo kilómetros de la isla Monjes del Sur.

## Geografía
Los Monjes 12°21′N 70°55′O / 12.350, -70.917 están integrados por 9 islas subdivididas en tres grupos en las que solo existe presencia permanente de efectivos militares  venezolanos y esporádica de pescadores,  posee escasa vegetación propia y están situados en el mar Caribe a escasas 31 km de la península de la Guajira que comparten Colombia y Venezuela.
En los Monjes del Sur (Monje Grande) se encuentra una cueva marina denominada Josefa Camejo en honor a una prócer de la Independencia de Venezuela. Dicho accidente geográfico tiene más de 15 metros de altura en su bóveda y los rayos del sol crean un efecto vistoso en el agua.
La avifauna terrestre está representada por 2 especies de pájaros bobos que se han visto amenazados por la presencia de gatos domésticos que fueron llevados a las islas por embarcaciones humanas.
|   | Isla (s)         | Descripción | N.º de islas | Altitud máxima | Coordenadas                         |
| 1 | Monjes del Sur   | Son las dos islas más grandes que juntas suman una 18,7 hectáreas conectadas por un puente artificial inaugurado en 1999, en conjunto tienen 600 metros de longitud, poseen una pequeña bahía, un muelle de pesca, un muelle naval, un helipuerto, una cueva llamada "Josefa Camejo" y una rampa de desembarque, la parte sur dispone de un faro | 2            | 70 m           | (12°22′N 70°54′O / 12.367, -70.900) |
| 2 | Monje del Este   | 5,3 km al noreste de Monjes del Sur, una isla pequeña de 3,3 hectáreas con relieve abrupto también conocida como "Águila de los Monjes" | 1            | 43 m           | (12°24′N 70°51′O / 12.400, -70.850) |
| 3 | Monjes del Norte | 12,3 km al nornoreste de Monjes del Este, son seis rocas pequeñas que juntas suman unas 2,31 hectáreas. La más grande tiene una altitud de 41 m | 6            | 41 m           | (12°30′N 70°55′O / 12.500, -70.917) |

## Economía
El gobierno de Venezuela construyó y mantiene un faro y un apostadero de la Armada, además de construir un puente entre dos de sus islas, y terminó de construir en los últimos años instalaciones para pescadores, con el fin de cumplir con el requisito que permite que las islas generen derechos de zona económica exclusiva y mar territorial siempre y cuando se realice algún tipo de actividad económica en ellas, en este caso, la pesca y vigilancia oportuna para transporte de petróleo proveniente de las instalaciones cercanas en los estados Zulia y Falcón.

## Base de la Armada
Con excepción de los pescadores que llegan a las islas en determinadas temporadas del año, sólo existe presencia militar de la Armada Venezolana quien tiene una estación secundaria de guardacostas llamada "Capitán de Navío Felipe Batista" quien controla y vigila el tráfico marino que transita por la zona, en especial buques petroleros, y sirve como base de avanzada para garantizar la protección del Complejo Refinador Paraguaná y otras instalaciones petroleras de importancia. La base además ayuda a mantener un control sobre la frontera marítima con el departamento de La Guajira en Colombia.